# باشگاه ورزشی گاز متان مدیاش
باشگاه ورزشی گاز متان مدیاش در سال ۱۹۴۵ با نام کارس مدیاش تأسیس شد و در سال ۲۰۲۲ منحل شد. این باشگاه فوتبال در ناحیه مدیاش کشور رومانی قرار داشت.

## حامیان
گاز متان طرفداران زیادی در مدیاش و به ویژه در شهرستان سیبیو دارد. گروه اولتراهای گاز متان مدیا با نام‌های لوپی نگری (گرگ‌های سیاه) و کماندو مدینسیس شناخته می‌شوند.

## افتخارات

### لیگ
- لیگ دسته دوم فوتبال رومانی
  - قهرمان (۲): ۱۹۹۹–۲۰۰۰، ۲۰۱۵–۱۶
  - نایب قهرمان (۵): ۱۹۴۶–۴۷، ۱۹۵۲، ۱۹۵۴–۲۰۰۵، ۲۰۰۷–۲۰۰۸
- لیگ دسته سوم فوتبال رومانی
  - قهرمان (۳): ۱۹۷۲–۷۳، ۱۹۷۶–۷۷، ۱۹۹۲–۹۳

### جام
- جام حذفی رومانی
  - نایب قهرمان (۱): ۱۹۵۱